# Voxel

Voxelek

A voxel (a név „volume pixel” rövidítéséből származik) egy háromdimenziós kép legkisebb megkülönböztethető egysége, amely mindhárom tengely mentén kiterjedéssel bír. A három koordináta, amely legtöbbször az egyik sarkát vagy középpontját írja le, meghatározza az adott pontot a háromdimenziós térben.

## A voxelizáció
A voxelizáció folyamata során mélységet adnak a már meglévő kétdimenziós képnek. Ezt egy sor kétdimenziós keresztmetszeti ábra vagy réteg segítségével hajtják végre, amelyek pixelekből állnak. Bármely két pixel közötti távolságot pixelközi távolságnak hívják, amely egy valódi, mérethű távolságot jelöl. Bármely két réteg közötti távolságot pedig rétegközi távolságnak nevezik, amely a valódi mélységet jelöli. A pixelközi és rétegközi távolságok alapján dolgozza fel a számítógép a betáplált adatállományt. Ezután további rétegek kerülnek hozzáadásra, hogy egy adattömbként jelenjen meg a teljes kép. Ennek eredményeképp a pixeleknek mélységük lesz, így voxelekké válnak.

## A voxelek használata
A voxel lehetővé teszi, hogy a megfelelő szoftverekkel egy tárgyról alkotott képet több szögből is láthassunk. Elsősorban orvosi célokra használják, például röntgensugárzás, CT (Computed Axial Tomography) és MRI/fMRI (mágneses rezonancia) vizsgálatoknál, hogy a szakmabeliek pontos háromdimenziós képet kapjanak az emberi testről.
De más területeken is egyre elterjedtebbé válik ez a technológia. A geológia a föld részleteiről készített képekhez használja a voxeleket, amelyeket hangvisszaverődések alapján mérnek. A mérnöki tudományokban többek között komplex műszerek és gépezetek, valamint meghatározott anyagok szerkezetének feltérképezésére használják.
Voxelalapú interpolációs technikát használnak egyes számítógépes játékok is, amely így kíméli a memóriakapacitást.

## Kapcsolódó szócikk
- Képpont